# リチャード・テンプル＝グレンヴィル (第3代バッキンガム＝シャンドス公)
第3代バッキンガム＝シャンドス公爵リチャード・プランタジネット・キャンベル・テンプル＝ニュージェント＝ブリッジス＝シャンドス＝グレンヴィル（英: Richard Plantagenet Campbell Temple-Nugent-Brydges-Chandos-Grenville, 3rd Duke of Buckingham and Chandos, GCSI, PC, DL、1823年9月10日 - 1889年3月26日）は、イギリスの政治家、貴族。
ヴィクトリア朝の保守党政権で閣僚職を務めた。
生誕から父が爵位を継承する1839年までテンプル伯爵（Earl Temple）、1839年から自身が爵位を継承する1861年までシャンドス侯爵（Marquis of Chandos）の儀礼称号を使用した。

## 経歴

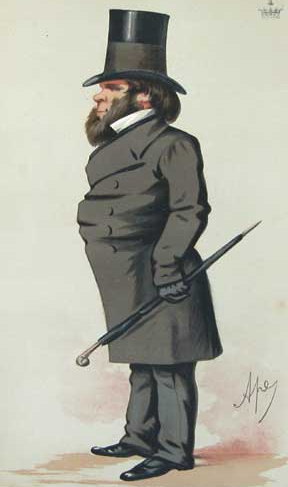
1875年5月29日の『バニティ・フェア』誌に描かれたバッキンガム＝シャンドス公の似顔絵

1823年9月10日、後に第2代バッキンガム＝シャンドス公爵位を継承するシャンドス侯爵(儀礼称号)リチャード・テンプル＝グレンヴィルとその妻メアリー（初代ブレッダルベーン侯爵ジョン・キャンベルの娘）の間の長男として生まれる。
イートン校を経てオックスフォード大学クライスト・チャーチへ進学。
1846年から1857年にかけてバッキンガム選挙区から選出されて保守党の庶民院議員を務める。1852年から1853年にかけて皇太子王璽尚書（Privy Seal to the Prince of Wales）を務める。また1852年から1861年までロンドン・アンド・ノース・ウェスタン鉄道の社長を務める。
1861年7月29日に父からバッキンガム＝シャンドス公爵位を継承し、貴族院議員に列する。
1866年7月から1867年2月まで第三次ダービー伯爵内閣に枢密院議長として入閣。1867年3月から植民地大臣に転じる。続く第一次ディズレーリ内閣でも留任し、同内閣が終わる1868年12月まで務めた。
1868年7月21日の貴族院でスコットランド貴族爵位キンロス卿は彼が継承していたことが確認された。
第二次ディズレーリ内閣期の1875年から1880年にかけてイギリス領インド帝国マドラス知事に就任。在任中にマドラスは大飢饉に襲われたため、その対策に追われた。
1889年3月26日、ロンドン・メリルボーンのシャンドス・ハウスで死去した。
男子がなかったため、バッキンガム＝シャンドス公爵はじめ保有爵位の多くは廃絶したが、特別継承規定がある爵位をいくつか残した。キンロス卿は長女メアリー、コバム子爵は親族の第5代リトルトン男爵チャールズ・リトルトン、ストーのテンプル伯爵は甥のウィリアム・ゴア＝ラントンがそれぞれ継承した。

## 栄典

### 爵位
1861年7月29日に父リチャード・テンプル＝ニュージェント＝ブリッジス＝シャンドス＝グレンヴィルの死により以下の爵位を継承した。
- 第3代バッキンガム＝シャンドス公爵 (3rd Duke of Buckingham and Chandos)
(1822年2月4日の勅許状による連合王国貴族爵位)
- 第4代バッキンガム侯爵 (4th Marquess of Buckingham)
(1784年12月4日の勅許状によるグレートブリテン貴族爵位)
- 第3代シャンドス侯爵 (3rd Marquess of Chandos)
(1822年2月4日の勅許状による連合王国貴族爵位)
- 第6代テンプル伯爵 (6th Earl Temple)
(1749年10月18日の勅許状によるグレートブリテン貴族爵位)
- 第5代ニュージェント伯爵（英語版）　(5th Earl Nugent)
(1776年6月27日の勅許状によるアイルランド貴族爵位)
- バッキンガム州におけるストーの第3代テンプル伯爵 (3rd Earl Temple of Stowe,in the County of Buckingham)
(1822年2月4日の勅許状による連合王国貴族爵位)
- 第7代コバム子爵 (7th Viscount Cobham)
(1718年5月23日の勅許状によるグレートブリテン貴族爵位)
- ケント州におけるコバムの第7代コバム男爵（英語版） (7th Baron Cobham, of Cobham in the County of Kent)
(1718年5月23日の勅許状によるグレートブリテン貴族爵位)

1868年7月21日に以下の爵位を父の死とともに継承していたことが確認された。
- 第10代キンロス卿 (10th Lord Kinloss)
(1602年2月2日の勅許状によるスコットランド貴族爵位)

### 勲章
- 1876年6月28日、インドの星勲章ナイト・グランド・コマンダー（GCSI）[4]

### 名誉職その他
- 1846年2月3日、オックスフォードシャー副統監[11]
- 1846年2月17日、ハンプシャー州副知事[12]
- 1846年5月29日、ノーサンプトンシャー州副知事[13]。
- 1866年7月6日、枢密顧問官（PC）[4]
- 1868年4月3日、バッキンガムシャー知事（英語版）[3]

## 家族
1851年にキャロライン・ハーヴィー（ロバート・ハーヴィーの娘）と結婚し、彼女との間に以下の3子を儲けた。
- 第1子（長女）第11代キンロス女卿メアリー（1852-1944）
- 第2子（次女）アン（1853-1890）
- 第3子（三女）キャロライン・ジェマイマ・エリザベス（1858-1946）

1874年にキャロラインと死別し、1885年にアリス・アン・グラハム＝モントゴメリー（サー・グラハム・グラハム＝モントゴメリー準男爵の娘）と再婚したが、彼女との間に子供はない。